# Vejen
Vejen és una ciutat danesa del sud de la península de Jutlàndia, és la capital del municipi de Vejen que forma part de la regió de Syddanmark, ambdós creats l'1 de gener del 2007 com a part d'una reforma territorial. També forma part de la Regió metropolitana de l'est de Jutlàndia.
La línia de ferrocarril entre Esbjerg i Kolding va arribar a Vejen el 1874, en pocs anys la vila va créixer al llarg del carrer que unia l'estació amb el nucli antic. El poble s'havia format al voltant de l'església i la posada de l'antiga ruta de Kolding a Varde.